# Zelimchan Magomedov
Zelimchan Magomedov (rusky Зелимхан Магомедов), známější pod svým tureckým jménem Selim Tataroğlu, (* 24. dubna 1972 Sovětský svaz) je bývalý reprezentant Ruska a Turecka v judu. Původem je Čečenec.

## Sportovní kariéra
Vyrůstal v Čečensku jako Zelimchan Magomedov. V době po rozpad Sovětského svazu využil z finančních důvodů nabídku k reprezentování Turecka. K rychlejšímu udělení občanství podstoupil i změnu jména na Selim Tataroğlu. Připravoval se v Istanbulu převážně pod vedením svých krajanů, kteří v Turecku rovněž působili. Jeho devízou byla zavalitá postava s nízko položeným těžištěm a kvalitní pravý úchop. V jeho bohaté sbírce medailí mu scházela ta nejcennější olympijská. Nejblíže k ní měl na olympijských hrách v Sydney, kde v souboji o bronzovou medaili podlehl Tamerlanu Tmenovovi. Sportovní kariéru ukončil po roce 2005.

## Výsledky

### Váhové kategorie
| Turnaj             | Rusko      | Rusko      | Turecko    | Turecko    | Turecko    | Turecko    | Turecko    | Turecko    | Turecko    | Turecko    | Turecko    | Turecko    | Turecko    | Turecko    |
| Turnaj             | 1992       | 1993       | 1994       | 1995       | 1996       | 1997       | 1998       | 1999       | 2000       | 2001       | 2002       | 2003       | 2004       | 2005       |
| Turnaj             | 20         | 21         | 22         | 23         | 24         | 25         | 26         | 27         | 28         | 29         | 30         | 31         | 32         | 33         |
| Turnaj             | těžká váha | těžká váha | těžká váha | těžká váha | těžká váha | těžká váha | těžká váha | těžká váha | těžká váha | těžká váha | těžká váha | těžká váha | těžká váha | těžká váha |
| ------------------ | ---------- | ---------- | ---------- | ---------- | ---------- | ---------- | ---------- | ---------- | ---------- | ---------- | ---------- | ---------- | ---------- | ---------- |
| Olympijské hry     | —          |            |            |            | úč.        |            |            |            | 5.         |            |            |            | 7.         |            |
| Mistrovství světa  |            | —          |            | 5.         |            | 5.         |            | 3.         |            | 2.         |            | 7.         |            | —          |
| Mistrovství Evropy | —          | —          | 3.         | —          | 3.         | 1.         | 3.         | 3.         | úč.        | 3.         | —          | —          | 1.         | 5.         |
| ME juniorů         | 1.         |            |            |            |            |            |            |            |            |            |            |            |            |            |

### Bez rozdílu vah
| Turnaj             | 1992 | 1993 | 1994 | 1995 | 1996 | 1997 | 1998 | 1999 | 2000 | 2001 | 2002 | 2003 | 2004 | 2005 |
| Turnaj             | 20   | 21   | 22   | 23   | 24   | 25   | 26   | 27   | 28   | 29   | 30   | 31   | 32   | 33   |
| ------------------ | ---- | ---- | ---- | ---- | ---- | ---- | ---- | ---- | ---- | ---- | ---- | ---- | ---- | ---- |
| Mistrovství světa  |      | —    |      | 3.   |      | —    |      | 2.   |      | —    |      | úč.  |      | —    |
| Mistrovství Evropy | —    | —    | úč.  | —    | 2.   | 3.   | 1.   | 1.   | 2.   | úč.  | úč.  | —    | —    | —    |